# リック・デケル
リック・デケル（Rick Dekker、1995年3月15日 - ）は、オランダ・レケルケルク出身のサッカー選手。デ・フラーフスハップ所属。ポジションはMF。